# Bernhard Härtter
Bernhard Härtter (* 1962 in Calw) ist ein deutscher Maler und Installationskünstler.

## Leben und Wirken
Härtter studierte von 1981 bis 1988 an der Staatlichen Akademie der Bildenden Künste Karlsruhe als Meisterschüler bei Peter Dreher.

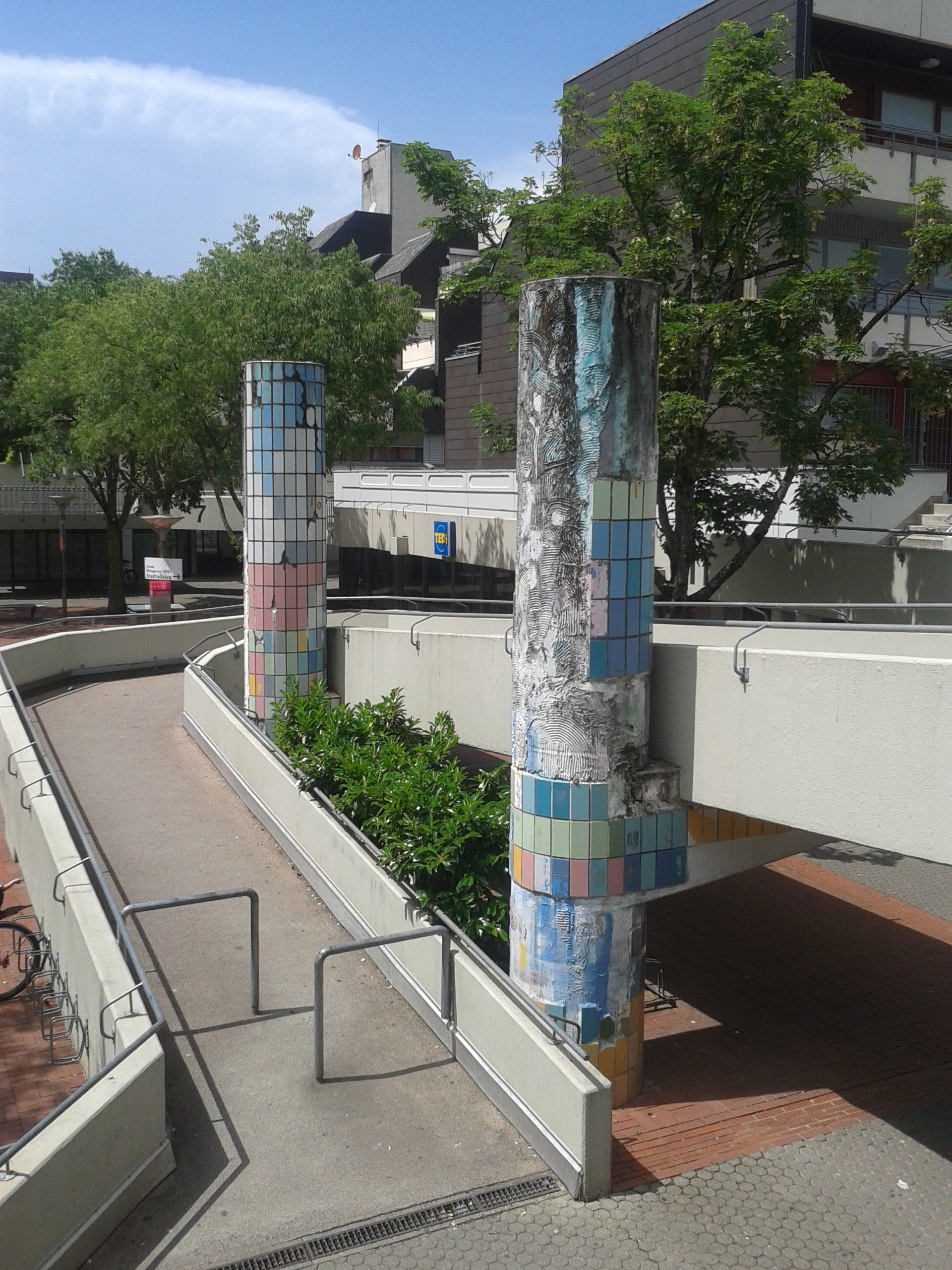
Glücksrampe (1987), Kunst am Bau, Skulptur am Einkaufszentrum (EKZ) in Freiburg-Weingarten, im August 2019 abgetragen

Bei seiner ersten großen Einzelausstellung 1991 in der Frankfurter Ausstellungshalle  Portikus zeigte Härtter eine Installation, die aus ungezählten waagrecht und senkrecht ausgerichteten Einzelbildern bestand. Die weißen Hartfasertafeln mit einer einheitlichen Größe von 11 × 11 cm zeigten mit dünner Lackfarbe hergestellte Rotationsformen, bei denen sich Farbkreise jeweils unterschiedlich, und somit in einer unendlichen Variationsbreite darstellten. Jede einzelne Tafel war auf einem kleinen, aus einer Dreieckleiste zugesägten Sockel an der Wand angebracht. Bei der Installation wurde die Aufmerksamkeit auf die einzelnen, jeweils unterschiedlichen Teile, auf das angewandte Ordnungsprinzip, wie auch auf die entstehende,  wandfüllende Großform gelenkt.
Auf der Eröffnungsausstellung des  Museums für Moderne Kunst 1991 in Frankfurt am Main zeigte Härtter drei 1989 entstandene, dreidimensionale Objekte: Modell-Massivhaus, Modell-Autobahnschleife und Modell-Teekanne und zwei Tassen. Sie bestanden aus bemaltem Pressspan, Gips Karton und Aluminium und hatten ein Format von bis zu 100 × 80 × 60 cm.
Im Jahr 1992 wurde vor dem Deutschen Uhrenmuseum Furtwangen Härtters Werk „Das Haus des Maschinisten“ installiert, dessen „Aussage“ bzw. „künstlerischer Wert“ in der Lokalpresse unter der Überschrift „Kunst oder Sperrmüll?“ seinerzeit in Frage gestellt wurde und das Anlass für eine Protestaktion mit aufgetürmten Sperrholzstühlen bot.
Härtter lebt und arbeitet in Freiburg im Breisgau.

## Einzelausstellungen
- 2006 Bernhard Härtter - Like voices of sleeping bird - Galerie Schlégl, Zürich
- 2003 Stiftung DKM, Duisburg
- 1991 Bernhard Härtter (Ausstellung 28) , Portikus, Frankfurt am Main (1992 auch Kunstraum München, München)

## Ausstellungsbeteiligungen
- 2010/2011 Winter, Galerie Schlégl, Zürich
- 2009 Sammlung XXL, Kunstraum Alexander Bürkle, Freiburg
- 2008 gegenstandslos, Gesellschaft für Kunst und Gestaltung, Bonn
- 2005 praying for silence, Kunstverein Ludwigsburg, Ludwigsburg
- 2001 Transit, Kunstverein Freiburg im Marienbad, Freiburg
- 1997 Augenzeugen. Die Sammlung Hanck, Museum Kunst Palast, Düsseldorf
- 1994 Leerstand. Comfortable Conceptions, Galerie für Zeitgenössische Kunst - GfZK, Leipzig
- 1991 Eröffnungsausstellung, Museum für Moderne Kunst, Frankfurt am Main

## Werke in öffentlichen Sammlungen
- Museum für Moderne Kunst, Frankfurt am Main
- Galerie für Zeitgenössische Kunst - GfZK, Leipzig